# Ibo (Insel)
Die Insel Ibo ist eine zum Quirimbas-Archipel gehörige Koralleninsel 8,3 km vor der Küste der Provinz Cabo Delgado im nördlichen Mosambik. Innerhalb der Provinz gehört die Insel zum Distrikt Ibo, der neben der Insel acht weitere Inseln umfasst. Die Insel ist etwa 9 km² groß, 4,9 km lang und 4,7 km breit, mit größeren Buchten. 
Wie der übrige Archipel ist Ibo Teil des Nationalparks Quirimbas. Größte Ortschaft ist die gleichnamige Stadt Vila do Ibo im Nordwesten mit etwa 3000 Einwohnern. 

## Geschichte
Bereits ab 600 n. Chr. sollen hier arabische Händler Handelsposten errichtet haben, womit die Insel bald Teil der Swahili-Kultur der ostafrikanischen Küste wurde. Vasco da Gama erreichte die Insel 1502; ab 1590 nutzten Portugiesen die Insel für den Handel mit Sklaven und Elfenbein und die Insel entwickelte sich zum zweitwichtigsten portugiesischen Handelszentrum in Mosambik. Da die Insel immer wieder Angriffsziel von Niederländern und Piraten aus Madagaskar war, errichteten die Portugiesen 1791 das  Fort São João Batista do Ibo. Weitere Festungen auf Ibo sind das Fort Santo António do Ibo und das Fort São José do Ibo.
Am 25. April 2019 richtete Zyklon Kenneth schwere Schäden auf Teilen der Insel an.

## Gegenwart
Die Einwohner leben hauptsächlich vom Fischfang, daneben gibt es die bekannten Silberschmiede und andere Kunsthandwerker, die ihre Erzeugnisse teilweise vor Ort verkaufen. Es existiert eine bescheidene touristische Infrastruktur. Die Insel kann mit Propellermaschinen ab Pemba über den Verkehrslandeplatz Ibo oder per Schiff (meist ebenfalls ab Pemba) erreicht werden.